# 圣达菲高中枪击案
2018年5月18日，德克萨斯州圣达菲市的聖達菲高中发生校園槍擊案，造成至少10人死亡。德克萨斯州的医院中有至少13名伤者接受了治疗，其中包括8名学生。除了2名学生外，其他人都已经出院。
警方确认并拘留了17岁的嫌疑人迪米特里奥斯·帕戈西茨（Dimitrios Pagourtzis）。